# Guillaume Musso
Guillaume Musso (Antibes, 6 giugno 1974) è un romanziere e docente francese, di origine italiana.
Il suo romanzo di maggiore successo è L'uomo che credeva di non avere più tempo.

## Biografia
Appassionato di letteratura dall'infanzia, ha cominciato a scrivere quando era ancora studente, Affascinato dagli Stati Uniti, a 19 anni è partito per New York. Ha avuto diversi piccoli lavori, conoscendo la popolazione cosmopolita della Grande mela e soprattutto, trovando numerose idee per le sue storie.
Al suo ritorno in patria, prende la laurea in Economia all'Università di Nizza, prosegue poi i suoi studi a Montpellier e prende la Capes (il certificato di attitudine all'insegnamento) in Scienze economiche. Dal 1999 al 2003, è professore di liceo in Lorena ed un formatore professionale a Nancy; è successivamente diventato professore di Scienze economiche e sociali al Centro Internazionale di Valbonne.
Nel maggio del 2001, il suo primo romanzo, Skidamarink raccoglie una accoglienza di critica molto buona. Questo thriller in forma di caccia al tesoro parte col furto della Gioconda nel Museo del Louvre. Mescolando enigmi e considerazioni sulla religione, la scienza e l'economia, il suo primo romanzo, influenzato da Arturo Pérez-Reverte, è al giorno d'oggi introvabile in libreria.
Dopo un grave incidente automobilistico, Guillaume Musso immagina la storia di un bambino tornato dalla morte: nel 2004, L'uomo che credeva di non avere più tempo (Et Après... in lingua originale) viene pubblicato dall'editore XO, e il libro ha venduto più di un milione di copie ed è stato tradotto in una ventina di lingue. Il giovane autore ha ricevuto il premio per il miglior romanzo adattabile al cinema. Nell'autunno del 2007, sono iniziate le riprese del film Afterwards (tratto da questo libro), con la regia di Gilles Bourdos, e con John Malkovich, Romain Duris e Evangeline Lilly. Il film è uscito nel gennaio del 2009.
Questo immenso successo è stato confermato con i libri successivi. Attraverso i suoi romanzi, che di solito si svolgono negli Stati Uniti e in particolare a New York, Guillaume Musso sviluppa uno stile moderno e un ritmo dove la suspense si mescola alle emozioni.
Con 1 213 000 copie vendute nel 2007, Musso è alla data il secondo romanziere francese per vendite. A gennaio 2023 risulta invece primo con 1 383 258 copie vendute. I suoi libri sono tradotti in 26 lingue e le vendite totali dei suoi romanzi hanno superato i 3 milioni di copie vendute.
Quasi tutte le sue storie sono state fatte oggetto - o sono in procinto di esserlo - di adattamenti cinematografici.

## Opere
- Skidamarink, 2001. (non tradotto in italiano)
- L'uomo che credeva di non avere più tempo (Et après..., 2003) , Milano, Sonzogno, 2004; E poi... (2020)
- La donna che non poteva essere qui (Sauve-moi, 2005), Milano, Sonzogno, 2005; Salvami, 2020.
- Chi ama torna sempre indietro (Seras-tu là?, 2006), Milano, Sonzogno, 2007.
- Quando si ama non scende mai la notte (Parce que je t'aime, 2007), Milano, Rizzoli, 2008.
- Ti vengo a cercare (Je reviens te chercher, 2008), Milano, Rizzoli, 2008.
- Perché l'amore qualche volta ha paura (Que serais-je sans toi?, 2009), Milano, Sperling & Kupfer, 2010.
- La ragazza di carta (La Fille de papier, 2010), Milano, Sperling & Kupfer, 2011.
- Il richiamo dell'angelo (L'Appel de l'ange, 2011), Milano, Sperling & Kupfer, 2012.
- Sette anni senza di te (7 ans après, 2012), Milano, Sperling & Kupfer, 2012.
- Aspettando domani (Demain, 2013), trad. di Laura Serra, Milano, Sperling & Kupfer, 2014, ISBN 978-88-200-5563-9.
- Central Park (Central Park, 2014), trad. di Sergio Arecco, Collana Narratori stranieri, Milano, Bompiani, 2015; Milano, La nave di Teseo, 2025, ISBN 88-34-62-161-1.
- L'istante presente (L'instant présent, 2015), trad. di Sergio Arecco, Milano, La nave di Teseo, 2019.
- La ragazza di Brooklyn (La Fille de Brooklyn, 2016), Milano, La nave di Teseo, 2016.
- Un appartamento a Parigi (Un appartement à Paris, 2017), Milano, La nave di Teseo, 2017.
- La ragazza e la notte (La Jeune Fille et la nuit, 2018), Milano, La nave di Teseo, 2018.
- La vita segreta degli scrittori (La Vie secrète des écrivains, 2019), Milano, La nave di Teseo, 2019.
- La vita è un romanzo (La vie est un roman, 2020), Milano, La nave di Teseo, 2020.
- La sconosciuta della Senna (L'Inconnue de la Seine, 2021), Milano, La nave di Teseo, 2021.
- La Trilogia degli scrittori (La Trilogie des Écrivains, 2021). [contiene: La jeune Fille et la Nuit; La vie secrète des écrivains; La vie est un roman]
- Angélique (Angélique, 2022), Milano, La nave di Teseo, 2022.
- Qualcun altro (Quelqu'un d'autre, 2024), trad. di Sergio Arecco, Milano, La nave di Teseo, 2024.